# Басвел
Басвел (фр. Bassevelle) је насељено место у Француској у региону Париски регион, у департману Сена и Марна.
По подацима из 2011. године у општини је живело 349 становника, а густина насељености је износила 19,99 становника/km².

## Демографија
| 1962. | 1968. | 1975. | 1982. | 1990. | 2011. |
| ----- | ----- | ----- | ----- | ----- | ----- |
| 363   | 333   | 235   | 235   | 333   | 349   |